# Bart Got a Room
Bart Got a Room es una película cómica de 2009 escrita y dirigida por Brian Hecker y protagonizada por Steven Kaplan, Alia Shawkat, William H. Macy y Cheryl Hines. También aparecen en la película Ashley Benson, Brandon Hardesty, Kate Micucci, Jennifer Tilly, Dinah Manoff y Chad Jamian Williams como Bart. La película se estrenó en el Festival de cine de Tribeca el 25 de abril de 2008. Sólo estaba disponible en limitadas salas de cines de Estados Unidos desde el 3 de abril de 2009, y fue lanzado en DVD el 28 de julio de 2009.

## Argumento
La película describe a un nerd de instituto, Danny Stein (Steven Kaplan) y sus infructuosos intentos para asegurarse una cita para su baile de graduación mientras sus padres divorciados (interpretados por William H. Macy y Cheryl Hines están en sus propias búsquedas sin éxito por encontrar el amor. El nombre de la película viene del chico más impopular del instituto, Bart Beeber (Chad Jamian Williams), quien no sólo tiene una cita para el baile, sino también una habitación de hotel. Esto es una gran fuente de ansiedad para Danny y su familia.

## Elenco
- Steven Kaplan como Danny.
- William H. Macy como Ernie.
- Cheryl Hines como Beth Stein.
- Alia Shawkat como Camille.
- Ashley Benson como Alice.
- Brandon Hardesty como Craig.
- Kate Micucci como Abby.
- Jon Polito como Bob.
- Jennifer Tilly como Melinda.
- Katie McClellan como Gertie.
- Dinah Manoff como la señora Goodson.
- Michael Mantell como Dr. Goodson
- Chad Jamian Williams como Bart.
- Angelina Assereto como Marcie.

## Producción
El rodaje tuvo lugar en Hollywood (Florida). La película es una historia semi-autobiogáfica, inspirada en la vida de Hecker creciendo como un nerd en el sur de Florida. El Hollywood Hills High School fue usado para rodar algunas escenas. En la película se reencontraron Alia Shawta, Dinah Manoff y Michael Mantell, quienes protagonizaron State of Grace desde 2001 hasta 2002.

## Acogida
La película ganó el premio "Best of Fest" en el Festival de cine the Fort Lauderdale, en el Festival de cine The Asheville y en el Chicago Gen Art Festival de cine. 

## Banda sonora
En la escena de apertura, la película presenta la canción "Sing, Sing, Sing (With a Swing)", cantada por la banda del Hollywood Hills High School en el teatro Hollywood Beach